# Saurodektes
Saurodektes is een geslacht van uitgestorven owenettide procolophonoïde parareptielen, bekend uit de afzettingen van het Vroeg-Trias van de provincie Oost-Kaap, Zuid-Afrika. 
Het werd voor het eerst benoemd door Sean P. Modesto, Ross J. Damiani, Johann Neveling en Adam M. Yates in 2003 en de typesoort is Saurodectes rogersorum. De geslachtsnaam Saurodectes werd echter al bezet door de soortnaam Saurodectes vrsanskyi Rasnitsyn & Zherikhin 2000, een fossiele veeretende luis bekend uit het Vroeg-Krijt van Rusland. Daarom werd de vervangende geslachtsnaam Saurodektes voorgesteld door Modesto et alii in 2004. De geslachtsnaam betekent 'hagedis', sauros, en 'bijter', dektes, uit het Grieks. De soortaanduiding rogersorum eert Richard en Jenny Rogers, eigenaren van de boerderij Barendskraal, voor hun gastvrijheid, steun en interesse in het werk van de paleontologen die het holotype hebben gevonden. 
Saurodektes is alleen bekend van het holotype BP/1/6025, een gedeeltelijke schedel en enkele fragmentarische gedeeltelijke postcraniale elementen, gehuisvest in het Bernard Price Institute for Paleontological Research, hoewel de ongeprepareerde exemplaren BP/1/6044, BP/1/ 6045 en BP/1/6047 er wellicht ook aan toegewezen zouden kunnen worden. Alle exemplaren werden verzameld op de hellingen van de Manhaar-heuvel bij Barendskraal in het district Middelburg, van de Palingkloof-afzetting van de Balfour-formatie, Beaufortgroep, slechts twaalf meter onder de basis van de Katberg-formatie. Deze horizon behoort tot de Lystrosaurus Assemblage Zone, die dateert uit het Vroeg-Indien van het Vroeg-Trias.